# TOI-700 d
TOI-700 d — экзопланета, вероятно каменная, вращающаяся вокруг красного карлика TOI-700 на расстоянии 101,4 световых лет от Солнца в созвездии Золотой Рыбы. Является четвёртой по удалённости планетой в системе TOI-700. Обнаружена телескопом для поиска экзопланет транзитным методом TESS, и является первой экзопланетой земной группы, находящейся в обитаемой зоне своей звезды, открытой на этом телескопе.

## Обнаружение
TOI-700 d была обнаружена 7 января 2020 года телескопом для поиска экзопланет транзитным методом TESS.

## Материнская звезда
TOI-700 — красный карлик спектрального класса М2V, 40 % массы, 40 % радиуса и 50 % температуры Солнца. Звезда с низким уровнем звёздной активности. За всё время наблюдения у звезды не было вспышек. Низкая скорость вращения также является показателем низкой звёздной активности.

## Орбита
TOI-700 d — самая далёкая планета в системе. Делает оборот вокруг материнской звезды за 37,43 дня.

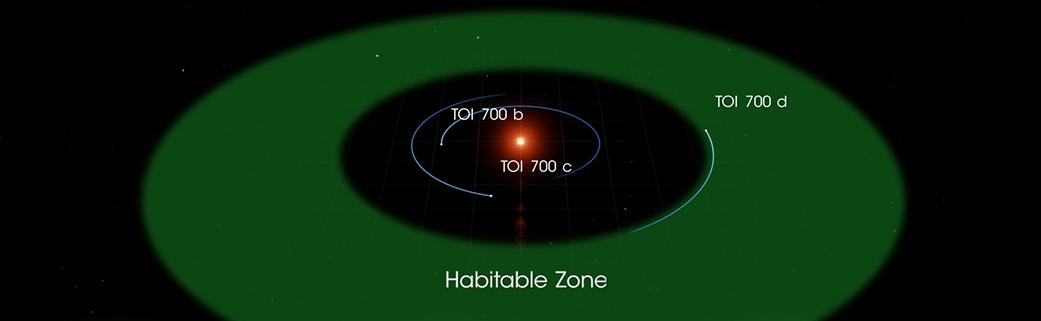
The TOI-700 multiplanetary system

По причине компактности системы при максимальном сближении внутренние планеты b, c и e видны с поверхности TOI-700d в максимальном сближении не как точки, а как диски с угловыми размерами 3'28'', 11'16'' и 10'8'' соответственно, и проходят по диску родительской звезды. Прохождения можно наблюдать без приборов, полных затмений при этом нет: последний с TOI-700d больше солнечного (видимого с Земли) более чем в 2,5 раза. Для сравнения, угловой размер Луны составляет 31'5''.

## Масса, радиус и температура
TOI-700 d — экзопланета земной группы, радиус и масса экзопланеты аналогичны земным: оценочная масса — около 1,6 M⊕, радиус — около 1,14 R⊕.

## Обитаемость
TOI-700 d имеет орбиту в обитаемой зоне звезды TOI-700, однако обитаемая зона вблизи красных карликов расположена очень близко к звезде, что приводит планеты к приливному захвату (то есть все три планеты всегда обращены одной стороной к своей звезде, как Луна по отношению к Земле). Это может вызвать разницу температур в разных полушариях (ночном и дневном), поскольку на дневном полушарии всегда тепло (может быть — очень жарко), а на ночном температура может приближаться к абсолютному нулю. Плотная атмосфера могла бы обеспечить некоторый перенос тепла на теневое полушарие, но это, в свою очередь, вызовет сильные ветры. За 11 месяцев наблюдений у красного карлика TOI-700 не было зафиксировано вспышек, что повышает шансы на обитаемость четвёртой планеты. Поток излучения, получаемый планетой от материнской звезды, составляет 86 % потока, который Земля получает от Солнца.